# Podolobium ilicifolium
Podolobium ilicifolium là một loài thực vật có hoa trong họ Đậu. Loài này được (Andrews) Crisp & P.H.Weston miêu tả khoa học đầu tiên.